# Poisegur
Poisegur (francès Puysségur) és un municipi francès, situat a la regió d'Occitània, departament de l'Alta Garona.